# Georg Agrikola
Georg Agrikola (* 11. Januar 1959 in Landau in der Pfalz) ist ein ehemaliger deutscher Ruderer, der sechs deutsche Meistertitel gewann.
Georg Agrikola war inoffizieller U23-Weltmeister im Einer in den Jahren 1978 bis 1980. 1981 besiegte er bei den Deutschen Meisterschaften im Einer Peter-Michael Kolbe. Für die Ruder-Weltmeisterschaften 1981 nominierte der Deutsche Ruderverband trotzdem Kolbe, der auch den Titel gewann. 1982 siegte Agrikola erneut bei den Deutschen Meisterschaften im Einer, bei den Ruder-Weltmeisterschaften 1982 belegte er den vierten Platz. 1983 belegte Agrikola bei den Deutschen Meisterschaften im Einer den zweiten Platz hinter Andreas Schmelz, gemeinsam gewannen die beiden den Meistertitel im Doppelzweier. Bei den Ruder-Weltmeisterschaften 1983 wurden Schmelz und Agrikola Dritte hinter dem DDR-Boot mit Lange/Heppner und den Norwegern Thorsen/Hansen. Nach dem Gewinn des deutschen Meistertitels 1984 und dem Olympiaboykott der DDR-Ruderer galten Schmelz und Agrikola als aussichtsreiche Kandidaten für eine Medaille bei den Olympischen Spielen in Los Angeles, im Olympiafinale ruderten sie auf den vierten Platz. Danach zog sich Georg Agrikola für drei Jahre vom Regattasport zurück.
1988 kehrte Agrikola zurück und gewann zusammen mit Andreas Reinke den deutschen Meistertitel im Doppelzweier, beide waren auch Mitglied der Crew, die den Titel im Doppelvierer gewann. Bei den Olympischen Spielen in Seoul belegte der deutsche Doppelvierer den sechsten Platz. Nach dem Rücktritt von Peter-Michael Kolbe versuchte sich Georg Agrikola in den nächsten Jahren noch einmal im Einer. 1989 und 1990 erreichte er jeweils den zweiten Platz hinter Christian Händle, 1991 belegten die beiden den zweiten und dritten Platz hinter dem Olympiasieger Thomas Lange, der nach der deutschen Wiedervereinigung 1991 erstmals bei den Deutschen Rudermeisterschaften dabei war. Danach beendete Georg Agrikola seine Karriere.
Der 1,95 m große Georg Agrikola ruderte für den RV Rhenania Germersheim. Er ist der jüngere Bruder der Ruderin Christel Agrikola, die 1976 an den Olympischen Spielen teilnahm.